# 洋葱报
《洋葱报》是美國一家拥有报纸和网站的新闻机构，除了一个娱乐性的栏目“A.V. Club”非常有名以外，他们还以讽刺刊登在网上和报纸上的文章而有很高的知名度。他们宣称该机构在全国范围内有200,000份的发行量，并且90%的读者年龄都在18到44岁之间。从2007年开始，该机构将讽刺性质的新闻录音和影片放到网上，成立“洋葱网络新闻”，每月平均访问量达到750万人次。
《洋葱报》评论的事件有真实的，也有虚构的，它模仿传统的报纸形式，拥有故事、社论、本报评价、街头人士评论等板面，还采用传统的报纸排版方式，甚至将播报新闻的主持人声音都加以修改，以模仿美联社的主播。该媒体通常通过将街边小事作为特大新闻或玩味文字来取悦观众（如drug win drug war）。其他常有的手法还就包括一些超现实主义的夸张（如约翰尼·德普现在完全是由围巾和手镯制成的）和利用奇幻的视角来看待一些现实问题（如金正恩支持同性恋婚姻）。
报纸的第二部分娱乐章节“the A.V. club”是非讽刺性的，该栏目主要是采访和评论最近新发布的媒体以及其他周刊。这一栏目的印刷版还包括对当地一些餐馆的评论，以及一些即将开始的现场演出的前瞻信息。这个栏目的網路版也有其特点，如洋葱部落格区、读者讨论区，甚至将本身作为一个与《洋葱报》不一样的存在。

## 历史

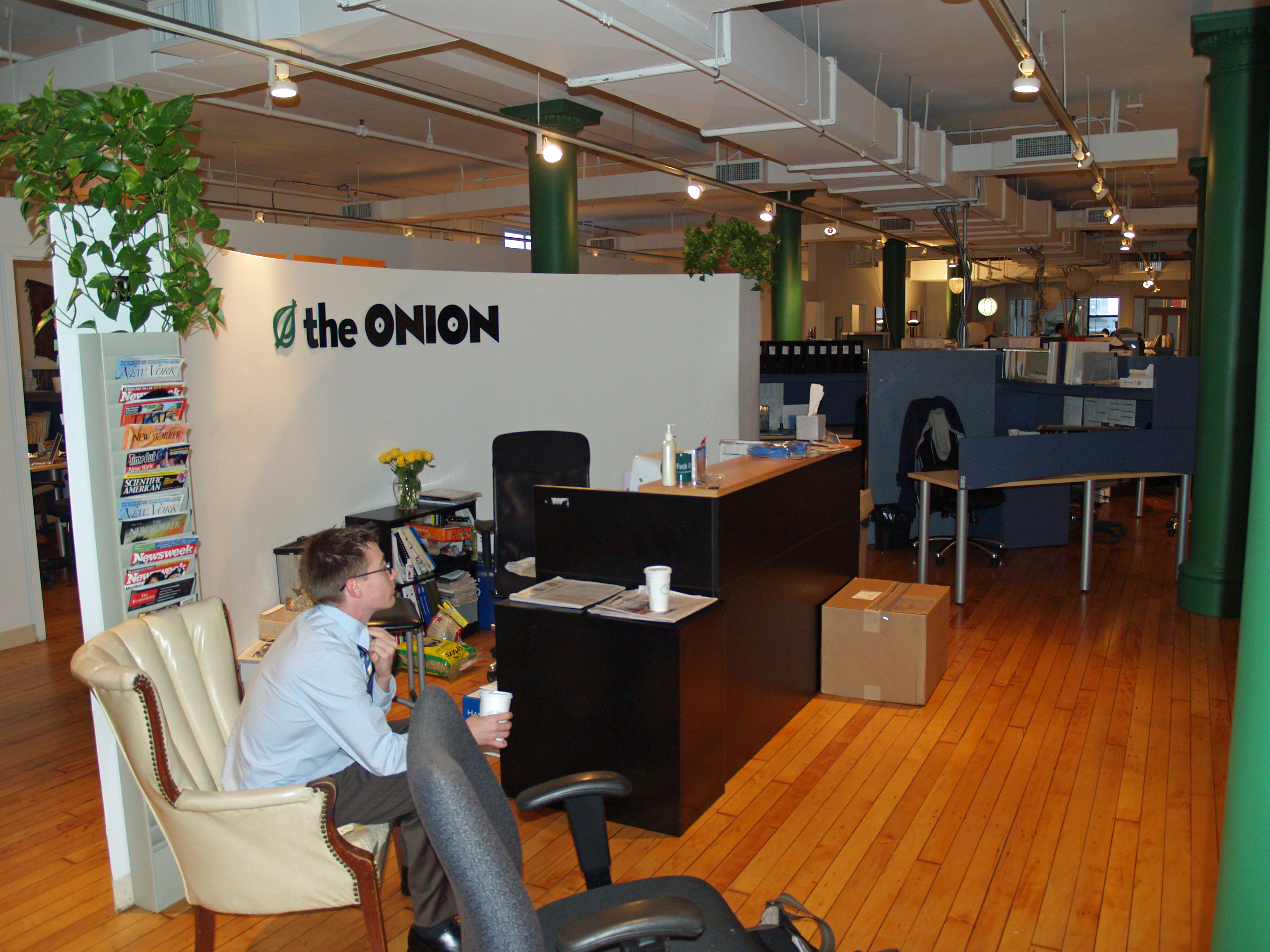
《洋葱报》在纽约的办公室

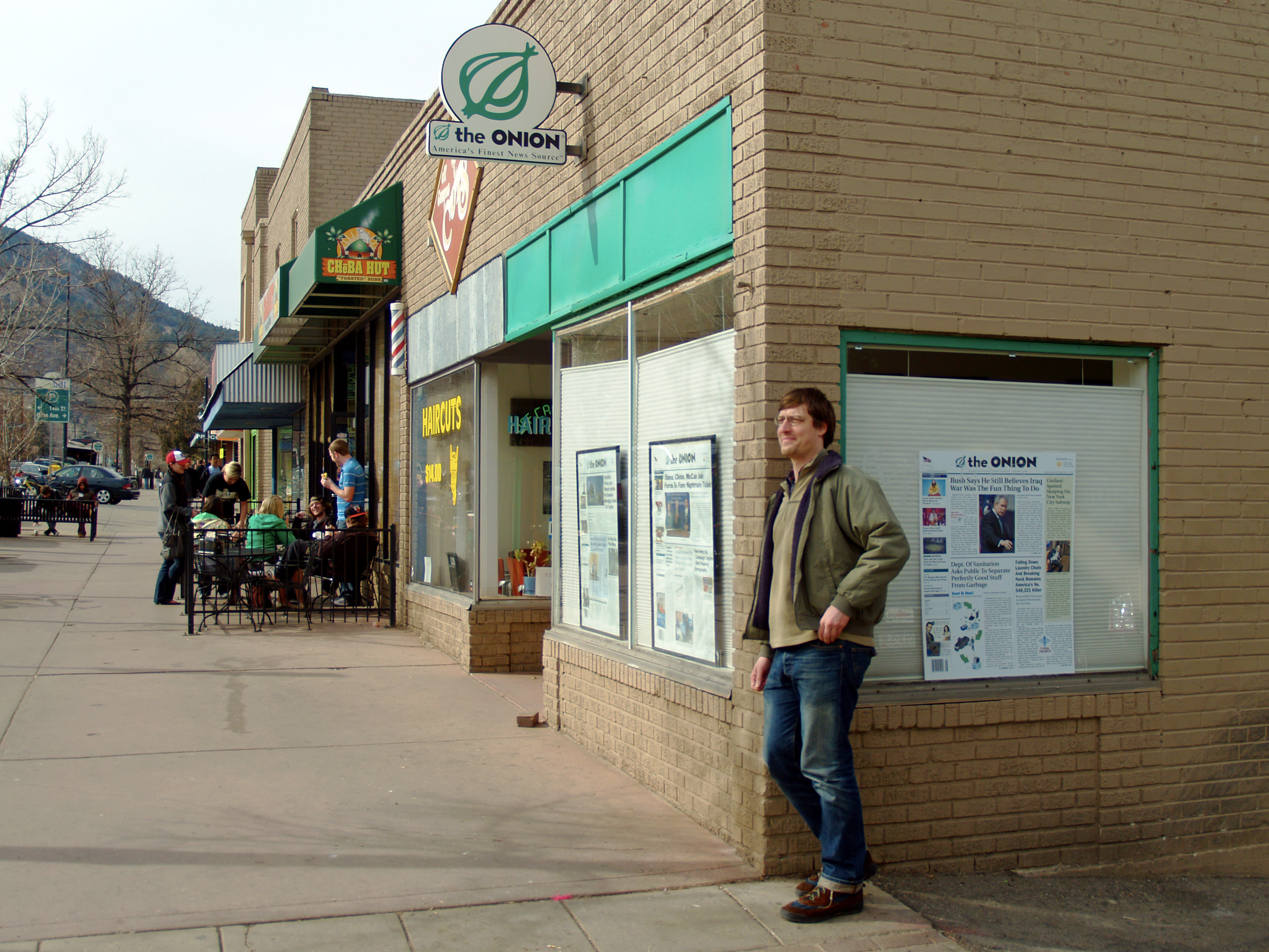
《洋葱报》在科罗拉多州伯德市的办公室

Tim Keck和Christopher Johnson两名威斯康星大学麦迪逊分校大三的学生于1988年创立了《洋葱报》，第二年，他们把《洋葱报》以少于20,000美元的价格卖给了主编Scott Dikkers和广告营销经理Peter Haise（华盛顿邮报的数据是16000美元，一篇刊登在商业2.0的文章报道的数据是19000美元）。据说是Chris Johnson的叔叔Wm. Nels Johnson想出了以《洋葱报》命名这个报纸，据前任董事长Sean Mills在维基新闻中说：“人们经常会问「洋葱报」这个名字哪里来，当我问起报纸创始人之一的Tim Keck这个问题时，他告诉我，准确来说，是他的叔叔起的这个名字，当他和Christopher Johnson在吃洋葱三明治时，他叔叔建议以「洋葱报」来命名他们的报纸。”这个说法也得到了前编辑主任Chet Clem的证实，创业之初，他们用于吃饭的经费太低了，以至于他们只能吃白面包和洋葱。
起初，《洋葱报》只在有限的几个城镇十分成功，尤其是那些拥有大学的城镇（例如麦迪逊、密尔沃基、芝加哥、香槟-乌尔班纳）。起初，整个报纸底部三英寸的部分都可以剪切下来，上面印制密尔沃基和麦迪逊当地价格不高的学生饮食中心的商家或影碟租赁店的优惠劵。
自1996年起，《洋葱报》的网站成立，这让他成为一家全国性的新闻机构，2000年，出版物打入大众市场，这时《洋葱报》被美国有线频道（喜剧中心）买下，拓宽《洋葱报》的范围，并将讽刺形式用于其他媒体。在2001年的年初，公司将办公室搬迁至纽约，报纸偶尔还刊登麦迪逊的事情以及一些以周边城镇为背景的奇特的故事，或播放一些地标照片让人以为事情是发生在别的什么地方。到了2007年四月，《洋葱新闻网》成立，模仿和讽刺电视的24小时新闻。
报纸的创始人之后则成为其他周刊的出版人，Keck出版西雅图周报“陌生人”，Johnson则出版阿尔伯克基周刊“犯罪现场”。
Scott Dikkers是《洋葱报》在职时间最长的主编（1988-1999，2005-2008）。
在2009年一月Mills以“是时间迎接新的挑战了”为理由离开公司。
2009年四月，《洋葱报》获得皮博迪奖，获奖致辞是这样说的“一个网络版的讽刺性小报模仿的24小时有线电视新闻是如此滑稽、深刻，并且很难分清真与假。”
2009年7月，许多新闻爆出《洋葱报》即将出售给大媒体公司的谣言，更虚假的谣言指出这项交易将于2009年7月20号周一宣布，传说中的收购最终表明来自于一个虚构的出版商Emeritus T. Herman Zweibel的声明，他声明他将会把公司卖给一个中国公司，导致在《洋葱新闻网》和出版物上出现长达一周的关于中国的文章和评论。2009年，7月22日，星期三，《洋葱报》的编辑Joe Randazzo在国家公众电台上澄清所有大家考虑的事情，他说：“我确信有许多中国的企业非常想要买下《洋葱报》，但事实上，《洋葱报》仍然是一家美国独资的公司。”等到2000年，成立于1990年的“校园圈”（Campus circle）和《洋葱报》组成“校园圈媒体”（Campus Circle Media，CCM）。
2011年八月，洋葱网络新闻开始尝试进行网上收费，对于非美国访客，如果一个月内阅读量超过5篇故事，将被要求交纳费用，标准是2.95美元一个月或29.95美元一年。“洋葱公司技术处主任Michael Greer对这次收费尝试这样解释到“我们正在尝试迈出国际化的第一步，我们尝试在那些付费内容已经普遍的市场建立收费标准，特别是像英国这样已经拥有很多读者的地方。
2011年9月，《洋葱报》宣布将把整个洋葱网络和报纸的编辑部在2012年夏天搬到芝加哥，这个新闻使得很多在2000年从麦迪逊搬到纽约的作者不知所措，这留给他们选择是跟随公司再次迁徙到芝加哥还是选择留下。而芝加哥早已是公司的总部。在2011年9月27号周二的一个喜剧真人秀节目上，当时的编辑Joe Randazzo宣布他将不会成为洋葱在芝加哥公司的职工。刊登在2012年三月份的大西洋和纽约杂志的一篇文章讲述此事件的更多细节，这篇文章认为这次搬迁也是一次寻找潜在读者的尝试。然而根据2012年三月31日的芝加哥权益保护者报的一篇文章所说，洋葱的首任编辑回了出版社并宣称他希望找到比在纽约更加年轻有才华的人才。Dikkers说，“《洋葱报》常常能够在各地吸引拥有创造和天赋的人才”，“在麦迪逊，人们习惯于只是在大街上闲逛，然后回家，平淡无奇，是我们给他们震撼，让他们有所改变，《洋葱报》正在最年轻，最有活力的人群中逐步成长。”根据一篇在2013年二月的“公元纪年”杂志的文章所说，《洋葱报》不仅仅只是度过难关，自从2012年搬到芝加哥以后，他在不断发展壮大。在度过难关的6年后，开始付费墙这种新的尝试，“Onion Premium”在2004年推出并于2005年被撤。
2012年八月，据相关信息表明，一个由原先在《洋葱报》工作的作者组成的团体和“成年动画”频道合作创立一个网络喜剧频道——X thing。
根据为网站Splitsider写故事的Adam Frucci所说“《洋葱报》的作者没有其他事情可以做，而成人动画频道就想要利用这一点，和他们结成合作伙伴，只是因为从商业的角度他们看到其中的商机。” 
2019年4月8日，洋蔥報與 Gizmodo Media Group 及兩者旗下的數家媒體品牌一同被出售給了私募基金公司 Great Hill Partners，並整併為G/O Media。

## 发行
《洋葱报》印刷版在麦迪逊、密尔沃基、芝加哥、丹佛、印第安纳波利斯、博尔德、奥斯丁、奥马哈、圣达非、安阿伯市、哥伦比亚和普罗维登斯免费发放。报纸也可以通过用邮件方式在网上支付订金获得。从2005年到2009年期间，洛杉矶和圣弗朗西斯的版本虽然有正常出版，但由于缺乏广告收入而于2009年停止印刷。
2010年10月，《洋葱报》和美国各地的四家媒体结成战略合作关系，其中包括《丹佛邮报》、奥斯丁美国政治家，St. Paul先驱者出版社和《威斯康辛州日报》。他们达成协议，《洋葱报》负责创作过程，而其他四家合作伙伴负责报纸印刷的商业管理和发行问题。这次事件没过多久，《洋葱报》又宣布一个类似的交易，这次的对象是费城调查者，这项交易把《洋葱报》的报纸带到费城，将洋葱印制和发行的市场增加到十个。
2012年三月，华盛顿特区和费城的版本由于当地合作商费城媒体网络宣称印制版本不赚钱而停止印刷和发行，”我们尝试过这种合作模式，但他并不符合我们的预期，但我们仍然相信《洋葱报》很有潜力寻找到一个能让这种成功得到实现的合作伙伴。”
2012年7月，加拿大安大略湖省的多伦多版本停止和多伦多之星出版商以及SMG的主席John Cruickshank这二者之间的合作，他们发表声明：“我们声明多伦多之星集团将停止出版多伦多版本的《洋葱报》，由于广告费用的减少产生的经济的压力使我们停止出版这种拙劣的来自美国的周报。”除此以外，明尼阿波里斯市的印刷版本在7月4号的周末以后也停止出版。
2012年10月，纽约市的版本随着出版商董事长兼CEO发表声明也停止出版，出版商董事长Steve Hannah声明道：“我们近几年的发展重点是电子方面的业务，我们不像普罗维登斯、芝加哥、丹佛或奥斯丁这几个城市，我们没有能力在纽约市找到一特许经营伙伴，在拥挤激烈的市场竞争中为我们找到广告来源。如果一个可靠的合作伙伴出现，我们十分希望能够重新恢复在纽约的报纸印刷出版。不像许多主流出版商，我们从来不缺乏读者。”
2012年11月1号，在全国版的《洋葱报》的第三页，报纸CEO兼董事长Steve Hannah发表声明这将是最后一版印刷的报纸，Hannah决定模仿网络出版商的模型和特许经营商成功的例子。这篇文章还附上由出版商财务总监签字的3526号美国邮政服务表格(一种所有权、管理权以及发行量的证明），表明2012年11月1号的发行量是1530份。

## 固定专栏
洋葱的常规内容包括：
- “STATshot”，模仿“今日美国快照”的图文并茂的统计快照。
- “Infograph”（亦称“Infographic”），关于一个主题的项目符号列表。
- Point-Counterpoint，观点和辩驳。
- Guest opinion pieces and regular columnists，客户意见和专栏作家版块。
- Bizarre horoscopes，占星术版块。
- “News in Photos”, 图说新闻，给看似普通的或不显眼的东西附上说明文字，揭示其中隐藏的东西，这些图片也可能是一些人，无论是著名的还是平凡的。
- “The ONION in History”，历史上的洋葱，一个年代较早的报纸风格下诞生的头版，其来源是《我们沉默的世纪》（Our Dump Century）。
- “In the News”，没有任何附带故事的照片（如“Frederick's of Anchorage Debuts CrotchlessLong Underwear”，“National Association Advances Colored Person”，和“Owls Are Assholes”）。
- “American Voices”，美国之声。模拟进行的民众意见调查，内容一般与新近的专题事件有关。就每一专题进行调查，受访者通常有三个，这三个受访者代表不同的年龄、种族和社会经济阶层。虽然受访者的名字和职业每天都在变化，但总是使用相同的6人的照片。其中之一是常常被形容为系统分析师。
- “An editorial cartoon drawn by Kelly”，由凯利绘制的社论漫画。[32]凯利是一个虚拟的角色，漫画的真实作者是沃德·萨顿。洋葱漫画最受争议的特点在于它是一个保守漫画的面无表情的幽默表演，这通常也是社论漫画的惯例。大约有一般的漫画设有自由女神像，落下一滴高兴或者悲伤的泪，这个视情况而定。

网站在2005年改版：
- 所有的内容恢复为免费，停止曾开设的付费功能。
- “What Do You Think（你怎么看）? ”改为“American Voices（美国之音）”，内容在每个工作日更新，调查的回答由6个变为3个。
- “In the News”改名为“From the Print Edition”。
- 网站开始发布报纸中没有的内容。如名为“Stock Watch（股票观察）”的每日股市分析（印刷版中每周发布）；基于Web的民意调查，题为“QuickPoll”（已停止）；“National News Highlights”，内容为聚焦三个区域的故事；the cover of The Onion Weekender（模仿Parade杂志）和The Onion Magazine（模仿纽约时报杂志）以及总统的每周广播讲话。
- 全国同步播放的洋葱电台新闻，成为每天的特色，它是一段由主持人Doyle Redland录制的简短的音频剪辑。早在2006年初，洋葱电台新闻播客推出，继而飙升至顶级播客排行榜的首位。
- 引入体育版块，该板块有除了新文章（如“Matt Leinart荣获2006年NFL冠军”）的老标题的档案材料，还有醒目的头条（如“纽约流浪者队获败，光荣继承麦迪逊广场花园的传统”）。这已经扩大到洋葱体育新闻整个部分。

洋葱网站每日都在更新，最值得注意的是在以前每日更新之前都是在每周三下午更新；《洋葱报》書面版在每周四发布。就在不久前，洋葱网站又进行适当的改版，改变如下：
- 总统的每周广播讲话中断。
- 在大多数页面的顶部加一个导航栏，但不包括洋葱体育新闻网视频的链接，洋葱电视新闻网，体育，政治，其他部分（见下文）和News Beat。
- 引入“News Beat”版块，收集虚假天气报告和特色引用，互动测验和民意测验结果，涵盖最前沿的版本和当前流行文化。
- 在主页下方设置Opinion、Local、Sci & Tech，和Entertainment版块的链接，在新的导航栏下的“更多”里面。
- 一个叫“The Onion Review”的系列视频回顾一些一周内洋葱和其他相关媒体的头条新闻。
- 《洋葱新闻网》在线段更新他们的图标，特别是为了与洋葱电视新闻网电视连续剧的较低的三分之二相匹配。

## 影片及音频内容
2007年3月，洋葱公司推出洋葱电视新闻网进行每天的網路影片播送，影片播送开始于2006年中期播放的一个故事，故事中一个非法移民接替一个年薪800,000美元的行政主管的工作，年薪600,000美元。据报道，洋葱投资约100万美元用于新聞广播的播出，并且聘请15名新员工专注于此事。洋葱的前主编Carol Kolb是《洋葱新闻网》的总撰稿人，Will Graham是主管和执行制作人。2009年2月3日，洋葱新闻社从《洋葱新闻网》中分离出《洋葱体育新闻网》。
在2007年11月的维基采访中，洋葱前总裁Mills说《洋葱报》轰动一时。Mills说到，“我们一周内有超过100万的下载量，这使它成为最成功的因网络而生的影片之一”，“即使我们不是最成功的，我们也是其中之一。这是一个24小时新闻网。我们有一个新的栏目，它是这个平台的一部分，但同时我们也有一个星期天早晨的脱口秀，叫‘In The Know’，我们上周刚刚推出一个新的早晨秀叫‘Today Now’。这一直非常令人兴奋。到明年我们还会有一些新的节目，展示一些存档镜头和更多的体育方面的新闻。”
2011年1月，洋葱推出两个有线网络的电视节目；1月11日，洋葱体育新闻在喜剧中心首映；1月21日，《洋葱新闻网》在国际金融中心（IFC）首映。
2011年3月，国际金融中心官方宣布与洋葱电视新闻网续约到第二个季度。
2011年6月，喜剧中心官方宣布撤下洋葱体育新闻网。
2011年8月，美国作家协会， 美国劳工联合会产业工会联合会宣布《洋葱新闻网》的写作人员加入公会，从而避免一场由于薪酬福利过低导致的潜在的大罢工。这对于洋葱公司来说也不是第一次，公司一直以来因为其对待员工的方式而饱受批评：2011年6月，A.V. Club费城编辑Emily Guendelsberger就是一次攻击的受害者，据《费城每日新闻》报道，她的工作并没有提供医疗保险支付医院账单。据美国作家协会称，《洋葱新闻网》是唯一的雇佣非公会作家的照本宣科，现场活动的节目。“《洋葱新闻网》作家们团结在一起并获得实质性的改善”，美国作家协会执行董事Lowell Peterson说到，“我们非常欢迎他们加入美国作家协会，也期待与洋葱公司有更高效的关系。”Peterson指出，来自总部位于纽约的喜剧中心的超过70名公会成员都联名签署一份意向书，表示支持《洋葱新闻网》的作者们，数百名成员给发起人员发邮件。
2012年3月，国际金融中心官方宣布取消与《洋葱新闻网》的合作。

## 电影
《洋葱电影》（The Onion Movie）是一部未在影院上映，通过DVD发行的电影。最初由当时《洋葱》的编辑Robert Siegel和作家Todd Hanson担任编剧，音乐录像导演Tom Kuntz和Mike Maguire担任导演。
电影创作于2003年。福克斯探照灯公司在船上放映这部电影，最初叫《洋葱无题电影》，但由于在过程中的一些问题，导演Tom Kuntz和Mike Maguire，以及作家Robert Siegel离开了此项目。
2006年，New Regency Productions接过这个陷入困境的项目。历经两年时间，电影在2008年6月3日通过DVD发行。电影的导演是James Kleiner，编剧仍是Hanson和Siegel。

## 新闻误被当真
《洋葱报》一贯以严肃的笔调报道杜撰的“新闻”，以至于在一些时候，第三方甚至会信以为真，还会引用《洋葱报》上杜撰的报道。
- 在1998年，Fred Phelps在他的网站“上帝恨基佬（God Hates Fags）”上发布《洋葱报》的文章《98同性恋招募计划接近成功（98 Homosexual-Recruitment Drive Nearing Goal）》以“证明”同性恋们的确积极地尝试吸引其他人成为同性恋。[42]
- 在2002年6月7日，路透社报道《北京晚报》在其6月3日的国际新闻版面中，发表关于文章《美国国会威胁离开华盛顿，除非建造新的国会大厦（Congress Threatens To Leave D.C. Unless New Capitol Is Built）》的翻译。[43]这篇文章讨论了除非华盛顿政府建造一座新的拥有可伸缩屋顶的国会大厦，否则他们将离开华盛顿前往田纳西州的孟菲斯或者北卡罗来纳州的夏洛特甚至是加拿大的多伦多。这篇文章是模仿美国运动休闲专营店威胁要离开它们的家乡城市除非当地为他们建造新的体育馆。最初，《北京晚报》因为这篇文章，被要求承认其谬误。随后《北京晚报》撤下这篇文章，回应道：“一些美国小报社为了赚钱，经常杜撰一些另类的新闻来戏弄人们。”[44]
- 在2004年3月下旬，美国MSNBC电视台的Deborah Norville向观众介绍一篇“真实”的文章：《58%的美国体育运动被转播》（Study: 58 Percent Of U.S. Exercise Televised）。[45][46]
- 2006年，丹麦电视台TV2在其网站上的娱乐版块中严肃地登出《洋葱报》的文章《Sean Penn希望知道哪个混蛋註册SeanPenn@gmail.com》。[47][48]
- “《哈利波特》中的一篇文章煽动儿童学习巫术”，这是一封广泛转发的邮件的主题，这封邮件不断地提到这篇文章对儿童的影响。专栏作家Ellen Makkai和其他一些相信《哈利波特》在招募儿童加入“撒旦教”的人同样被这篇文章“欺骗”，使用这篇文章中的引用来支持他们的观点。[49][50]
- 2009年9月，两家孟加拉国的报纸《The Daily ManabZamin》和《New Nation》，发表从《洋葱报》上翻译过来的文章，文章声明阿姆斯特朗召开新闻发布会，声称登月是一个精心设计的骗局。两家报纸均没有意识到《洋葱报》不是一个真正地新闻网站。两家报纸均为它们没有认真检查文章向它们的读者致歉。[51]
- 在2009年10月，一家俄罗斯新闻网站“Russia.ru”重新包装剪辑《洋葱报》的视频片段“新的禁烟广告警告青少年：只有同性恋才吸烟（New Anti-Smoking Ad Warns Teens 'It's Gay to Smoke）”，并将其当做合理的新闻发布。
- 在2010年2月，其他一些线上新闻网站如意大利的“Il Corriere della Sera”[52]和Adresseavisen（挪威）[53]重新包装剪辑《洋葱报》的视频片段「丹麦推出Lars Von Trier导演的惊险旅游广告（Denmark Introduces Harrowing New Tourism Ads Directed By Lars Von Trier）」，并讲其当做合理的新闻发布。
- 2010年6月，法国足球网站Sofoot.com[54]错把文章《当足球国家队的球迷变得越来越难受》（Nation's Soccer Fan Becoming Insufferable）当做真实新闻。他们在网站上的“La solitude du supporter ricain（扬基支持者的寂寞）“标题下登载并部分翻译这篇文章。[55]文章最后甚至以内容为鼓励一个假球迷要勇敢并坚持下去的一段话结尾。
- 2010年11月，福克斯新闻频道旗下的The Fox Nation网站将《洋葱报》的一篇关于总统奥巴马写了一封75,000字的邮件抱怨美国的文章当做真实的新闻。[56]
- 博客Literally Unbelievable（始于2011年）展示一些Facebook上的帖子，这些帖子的作者都错把《洋葱报》某些文章当真。[57]
- 2011年9月，美国国会警察基于《洋葱报》在推特的调查报告声称美国国会议员手中有12名儿童人质。[58]
- 2012年1月7日，新加坡前国会议员Lim HweeHwa在她的Facebook主页上发布一篇来自《洋葱报》的名为“奥巴马公开问国家，他干嘛要继续为国家服务一个任期（Obama Openly Asks Nation Why On Earth He Would Want To Serve For Another Term）”的文章，并且作如下评论：“无论奥巴马的竞选策略是怎么样的，越来越多的挑战无处不在。”[59]
- 2012年2月3日，国会议员John Fleming在他Facebook主页的添加一篇文章的链接。该文章是关于800万次的流产因计划生育而产生，并且声称：“继续执行计划生育，会使堕胎的规模越大。[60]
- 伊朗的Fars News Agency几乎是一词不差地复制《洋葱报》在2012年9月24日的文章“盖洛普民意调查：乡村白人比起奥巴马来更欢迎内贾德（Gallup Poll: Rural Whites Prefer Ahmadinejad to Obama）”，并且在9月28日报道这篇文章。[61][62]《洋葱报》为此在其原始文章上加上如下注释，“如果希望解更多关于此时间的信息，请访问我们的伊朗附属组织Fars”，并且链接到Fars关于此事报道的截图。[63]在Fars网站上的关于此事的报道在随后几天被删除。
- 2012年11月14日，《洋蔥報》將朝鮮黨魁金正恩選為「2012年世界上最性感的男人」，并發表一篇名為「Kim Jong-Un Named The Onion's Sexiest Man Alive For 2012」的報導。[64]在2012年11月27日，人民日报的人民网英文版據此发表一篇关于金正恩的文章，并且引用《洋葱报》的滑稽模仿。人民网用包括55幅照片的专题文章赞美这位朝鲜的领导人。[65]

### 美国总统印章纠纷
2005年9月，时任美国总统George W. Bush的法律顾问Grant M. Dixton写了信函给《洋葱报》，要求《洋葱报》停止使用总统印章。总统印章是用在一个通过模仿总统每周演讲而取笑他的线上栏目。这一禁令是符合美国法典（18 U.S.C. § 713:）中对总统印章用法的规定的。（任何人在知情的情况下以引导或达到引导他人认为该行动被美国政府支持或承认而在与广告、海报、通函、书籍、手册或其他发行物和公共会议、戏剧、电影、转播或其他产品和任何建筑、纪念碑、笔札上使用美国国家印章或总统或副总统印章或美国参议院印章或美国众议院印章或美国国会印章或任何摹本，都将被本条例处以罚款或者不超过6个月的监禁或者两者兼有。）
根据美国行政命令，理查德·尼克松总统特别列举总统印章被允许使用的情况，其甚至比以上提到的法令更严格（行政命令11649），但是其在有正式申请的情况下允许例外的发生。
作为回应，《洋葱报》依照行政命令写了一封信件正式地要求使用总统印章的权利，但堅持此前使用总统印章是合法的。这封来自《洋葱报》律师Rochelle H. Klaskin、被《纽约时报》引用的信稱：“不敢相信会有任何人认为《洋葱报》使用总统印章，意圖顯示……总统的赞助或批准。”但信中接著寫道，这封信是正式的對印章使用权的申请。

### 第85届奥斯卡奖争端
在第八十五届奥斯卡奖颁奖期间，《洋葱报》的官方推特在对9岁的奥斯卡最佳女演员提名者的描述中使用侮辱性语言（cunt）。尽管这一描述在一个小时内就被及时删除，但是在被删除时已经有上百条斥责此侮辱性语言的评论。《洋葱报》的CEO写信给和美国电影艺术与科学学会道歉，把《洋葱报》上对这位女演员的描述形容为粗俗无礼的，并认为没有人应该被这种愚蠢的，缺乏幽默感的言语形容，而且这种形容并非讽刺。《洋葱报》的创意发展部副总裁在周一的采访中说道《洋葱报》已经发了一封道歉函给及她的家庭，并且声称：“她已经是一个大明星了，我认为她能够承受这些。”尽管如此，有些《洋葱报》以前的编辑对此道歉声明持反对态度：“这不是一个很好的玩笑，而是一件严重的事情。”

## 书籍
- 这个糊涂的世纪：《洋葱报》从美国最好的新闻资源向你展示100年来的新闻头条。（1999, ISBN 0-609-80461-8）
- 《洋葱报》最好的新闻报道，卷一（2000, ISBN 0-609-80463-4）
- 来自第十层地狱的新闻报道：最好的《洋葱》（2001, ISBN 0-609-80834-6）
- 令人不适的《洋葱》：完整新闻集锦，卷十三（2002, ISBN 1-4000-4724-2）
- 令人不适的《洋葱》：完整新闻集锦，卷十四（2003, ISBN 1-4000-4961-X）
- 为局中人演奏：令人不适的《洋葱》之完整新闻集锦，卷十五（2004, ISBN 1-4000-5455-9）
- 镶嵌入美国：令人不适的《洋葱》之完整新闻集锦，卷十六（2005, ISBN 1-4000-5456-7）
- 国土的不安：令人不适的《洋葱》之完整新闻集锦，卷十七（2006, ISBN 0-307-33984-X）
- 这个糊涂的世纪：《洋葱》的地球舆图（Oct. 2007, ISBN 0-316-01842-2）
- 我们的首页：从美国最好的新闻资源展示21年的伟大、美德和道德感（2009, ISBN 978-1-4391-5692-6）
- 《洋葱》书籍之关于已知知识：已知信息的权威百科全书（2012, ISBN 978-0316133265）

## 虚构的简介
以下部分是洋葱自己杜撰的个人历史。

### 历史与成立
据官方的说法，《洋葱报》最早出版于18世纪中期，现在它已经超过250岁了。一开始，它被命名为“商品洋葱”，因为这两个词是报纸的移民的创始人Friedrich Siegfried Zweibel当时所知道的唯一的两个英语单词（Zweibel在德语中是“洋葱”的意思）。报纸的口号最初是“Tu Stultus Es”（拉丁文，意为“你是愚蠢的”）。
1896年，老Zweibel的20岁孙子T. Herman Zweibel成为报纸的主编。按照推测，他在这个职位上一直坚持到了今天，尽管他已经超过130岁高龄了。在20世纪的大部分时间里，这个报纸十分反动，并且恶搞那些在上世纪早期出现在印刷媒体上的黄色新闻（指没有事实根据或是没有严谨调查的夸大其辞的报道）以及哗众取宠的报道。它激烈地反对上世纪提出的每一项改革，包括妇女的选举权，甚至是在电视机上出现的已婚之人睡在同一张床上这样的镜头。T. Herman Zweibel一直坚持写每周评论，直到2000年，他搭上火箭进入太空前往仙女座星系，这才在表面上让伯纳德·巴鲁克（美国的一个金融家）和Aunt Jemima（美国的一个做早餐产品的公司）联合掌管《洋葱报》。
2008年12月15日，在最近的洋葱广播新闻发布会上，《我们愚蠢的世界》（洋葱出版的一本书）最后的结束的广告说：“350多年来，洋葱给你每天的新闻……”

### 年表
1756：Friedrich Siegfried Zweibel创立洋葱报业公司。　
1783：第一版的《洋葱报》报纸，据称是第一份含有广告的报纸（广告的内容是The King of Broil'd Meats〔美国一个连锁快餐店〕和John Jameson's Miracle Concoction〔爱尔兰的一个酿酒厂〕）。
1850： F. Siegfreid的儿子Herman U接管公司。　
　
1888： T. Herman Zweibel 成为编辑部的主任。　　
1892：在电视产业出现之前，洋葱24小时电视新闻网络（ONN）成立。它现在能被世界上811个国家的逾90亿人收看。　　
1896：Herman U 在美国死后，Friedrich Siegfried Zweibel的孙子T. Herman Zweibel接管公司。
　
1922：洋葱电台成立。　
1958：Zweibel按照法庭的指示而退休。　　
2000：Zweibel离开地球前往太空（引自《最后的边界》〔The Final Frontier〕，T. Herman Zweibel）。　
2009： 洋葱和所有子公司的财产都被一家名为渔湾美联合救助渔业和聚合物注射公司（Yu Wan Mei Amalgamated Salvage Fisheries and Polymer Injection Corporation）的中国企业收购。
2009：中国企业渔湾美联合救助渔业和聚合物注射公司感到自己收购洋葱报业公司是个错误，于是在收购洋葱一周后就将其出售。

### 编辑与贡献者
洋葱的编辑是T. Herman Zweibel（Zweibel在德语中是“洋葱”的意思，也接近Zweifel这个名字，Zweifel家族和麦迪逊市报纸“首都时报”关系很密切，Zweifel在德语中的意思是“怀疑”）。这个疯狂的人自1901年以来就一直担任这个职务直到今天。
一些定期做客作家在《洋葱报》上开设了几个专栏，这些作家包括：
1. T. Herman Zweibel，他曾经是每周专栏的编辑，直到被送入太空。他年龄很大了,并不断遭受疾病的折磨。他没有意识到现代的思想和技术并且几乎处在反社会的边缘（他还天真地记得有一次学校的集体出游，他用石头狠狠砸向自己朋友“Piggens”的头并念叨着《苍蝇王》中的台词：“referencing Lord of the Flies”〔以苍蝇之王为纲〕）。他还相信死去的历史人物如Kaiser Wilhelm仍然活着。他有时会不知不觉地念叨一些虚构的东西（例如回忆他的童年时的雪橇“雏菊花瓣”）。他雇佣很多人，比如他的男仆Standish、瑞士卫队和许多护士。
2. JimAnchower，他是一个乐观但漫无目的的懒虫和雕刻石头的工匠。他毫不顾忌地讲述他遇到的困难，比如他的那辆过分装饰而又到了维修期的福特费斯蒂瓦牌汽车，和他在寻找自己定期的住宿和低廉又没有前途的工作时所遇到的麻烦。
3. Jean Teasdale，她一个超重，偶尔会找个工作，结婚但没有孩子的40岁女人。Jean似乎对她丈夫的酗酒和与其他女性调情不以为意。相反，她用自己极其乐观的态度来掩盖她压抑的狭隘的生活，并且她喜欢收藏一些廉价的小玩意和看伤感、有着标志性风格的电影。她的专栏叫“一个琼自己的房间”（源自美国女作家弗吉尼亚·伍尔夫的作品《一个人自己的房间》）。
4. Smoove B.，他一个巧舌如簧的讨女性喜欢的男人，他的专栏是针对他的女朋友或潜在的约会对象的。Smoove以极其详细地描述自己的约会计划而出名,而这些计划又往往不同于世俗的浪漫。他的故事总是由一系列的浪漫的诱惑构成的，像一些老套的诱饵如白兰地、巧克力、按摩以及随之而来的粗暴直接的性爱。[77]
5. Roger Dudek，他是一个无能的幽默专栏作家。他的特点是“Write On The Funny”（这包含笨拙的双关语和明喻，同时展示着他随意辱骂家庭成员的态度）。
6. Jackie Harvey，恶搞名人隐私的八卦专栏作家，他以故意不将名人的名字写完整而引人注意。
7. Amber Richardson，她是一个未受过教育的单身白人母亲，她用非裔美国人的方言英语写她在养育自己未婚生育的孩子时所遭受的种种灾难，包括去诊所看病，不断换工作以及情人，捍卫她在抚养孩子方面可疑的资格。

## 参見
相似的讽刺类报纸或杂志也存在于其他国家中，这其中有：
- The Chaser（澳大利亚）
- Frank（加拿大）
- The Clinic（智利）
- Titanic（德国）
- Faking News（印度）
- The UnReal Times（印度）
- The Phoenix（爱尔兰）
- Academia Caţavencu（罗马尼亚）
- Moskovskaya Komsomolka（俄罗斯）
- El Jueves（西班牙）
- Grönköpings Veckoblad（瑞士）
- Private Eye（英国）
- The Virgin Verve（美国）
- 虚構新聞 (日本)
- 愛瞞日報 (澳門)